# Melissa Goodall
Melissa Renee Goodall (5 maggio 1989) è un'ex cestista statunitense.
Ala di 189 cm, ha giocato in Serie A1 con Cagliari.